# Goetheplatz 10 (Dölbau)

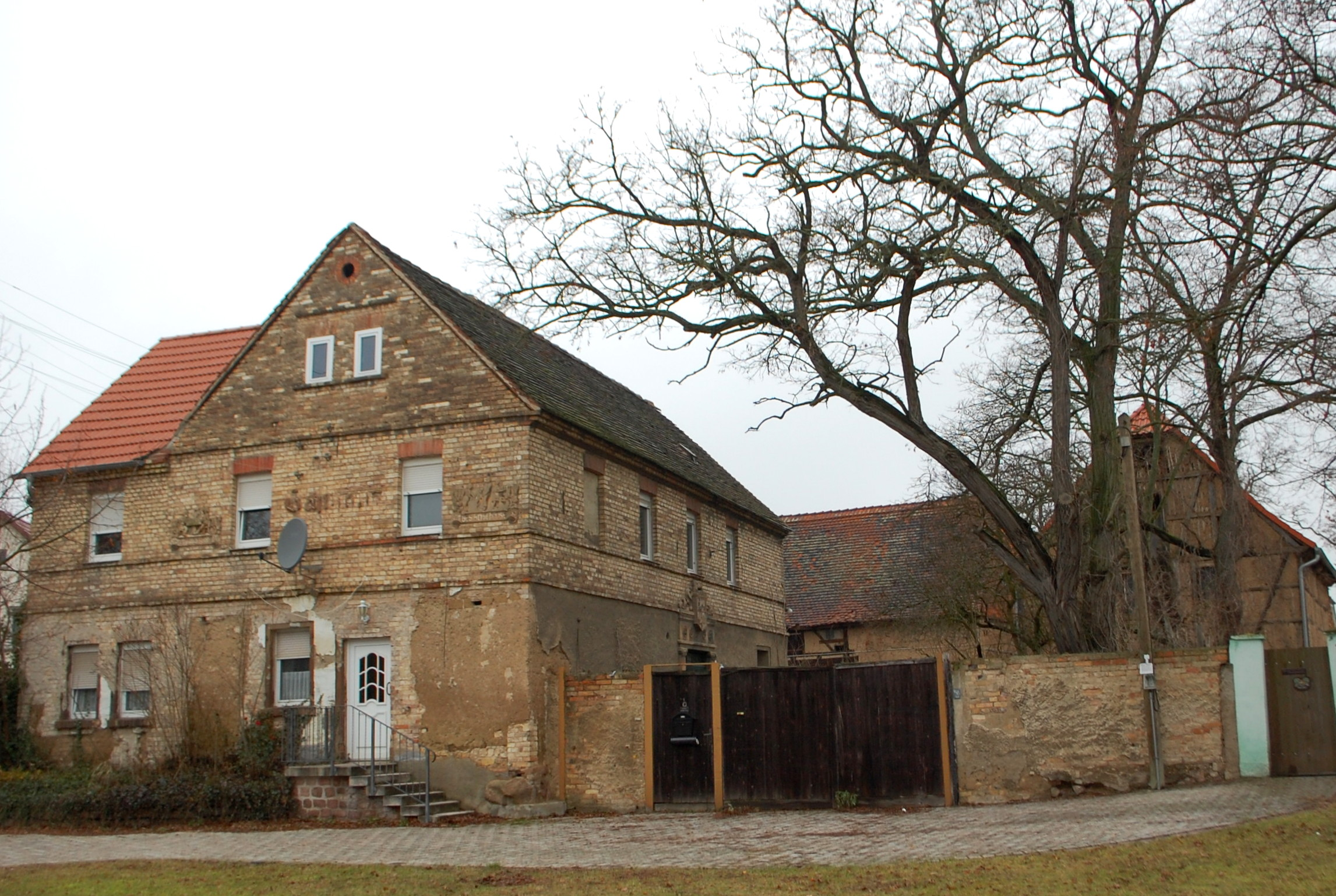
Haus Goetheplatz 10

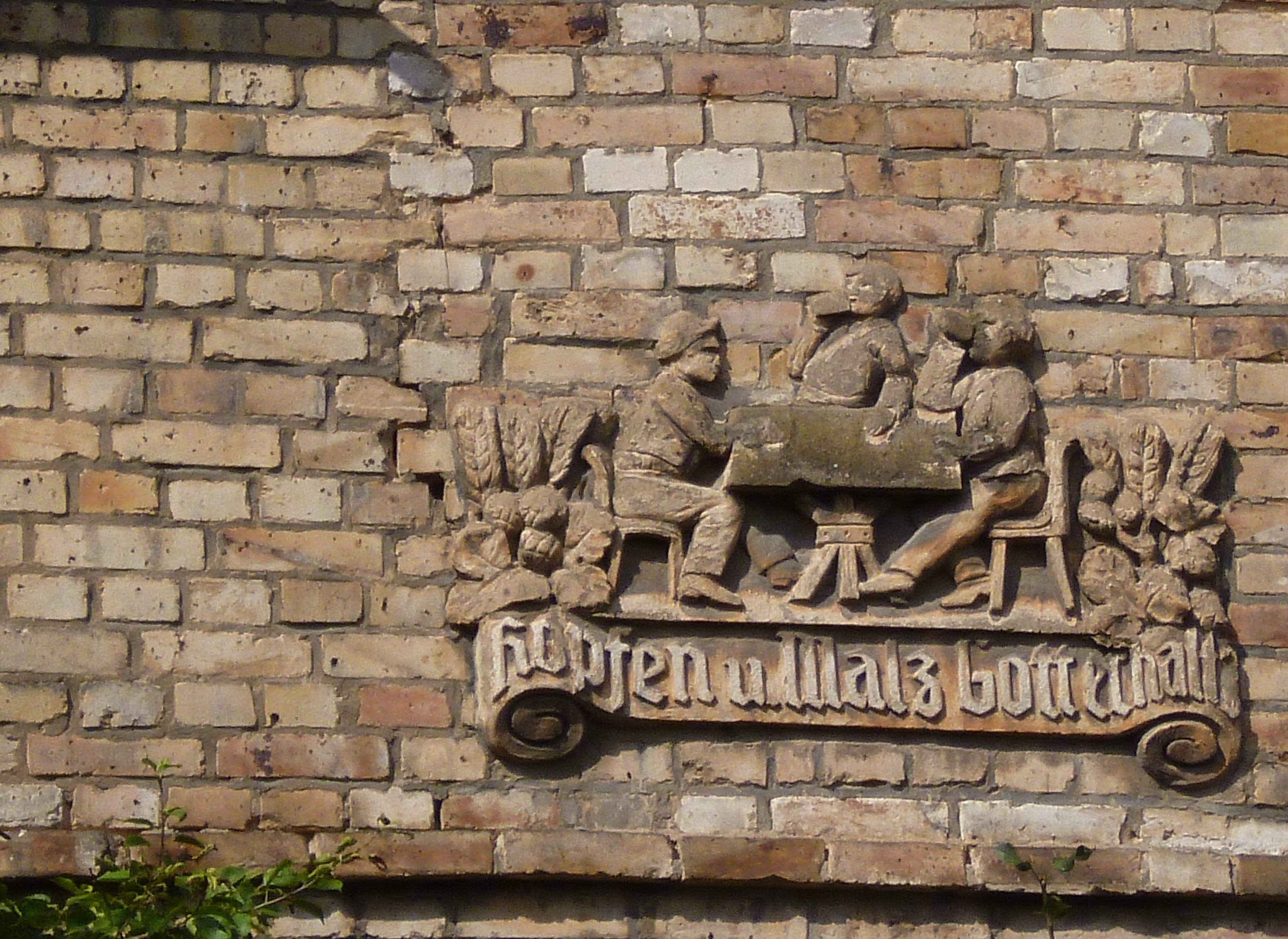
Relieftafel am Haus

Das Haus Goetheplatz 10 ist ein denkmalgeschütztes Gebäude im zur Gemeinde Kabelsketal gehörenden Dorf Dölbau in Sachsen-Anhalt.

## Lage
Im Denkmalverzeichnis der Gemeinde Kabelsketal ist das im Ortskern Dölbaus gelegene Gebäude als Bauernhof eingetragen.

## Architektur und Geschichte
Das Anwesen wurde im Jahr 1690 als Gasthof in Lehmbauweise errichtet. 1945 erhielt das Haus ein aus Ziegeln gebautes Obergeschoss. An der Fassade des Gebäudes finden sich zwei Relieftafeln mit Inschriften, die die Geschichte des Gebäudes behandeln. Hofseitig befindet sich das Eingangsportal des Hauses.